# Adrian Ghenie
Adrian Ghenie (Baia Mare, 13 de agosto de 1977) es un pintor rumano contemporáneo que vive en Berlín . 

## Biografía
Adrian Ghenie nació en 1977 en Baia Mare (ciudad importante del distrito Maramureş). En 2001 se graduó de la Universidad de las Artes en Cluj-Napoca y fundó en 2005, junto con Mihai Pop, la conocida Galería Plan B, que luego se expandió a Berlín .
Plan B organizó el pabellón rumano en la Bienal de Venecia en 2007. Y en 2008 abrió un espacio de exposición permanente en Berlín, que dio paso al estreno para una galería rumana en el extranjero.
Hasta 2013, Adrian Ghenie estuvo viviendo entre Rumanía y Alemania, pero al final de su vida, decidió vivir en Berlín ( donde actualmente es considerado uno de los representantes de la nueva ola del arte visual rumano.)

## Obras
Su cuadro, conocido como El Rey se vendió en una subasta de junio de 2013 en Londres por 212.238 euros. Al mismo tiempo, la pintura Dr. Mengele 2, del pintor Adrian Ghenie, se vendió por 140.747 euros en la subasta de arte contemporáneo organizada en febrero, en Londres, por la casa de subastas Sotheby's .  
En julio de 2014, "The Fake Rothko", pintura al óleo sobre lienzo, firmada y fechada en 2010, se compró por 1,77 millones de euros (1,43 millones de libras esterlinas).
El 10 de febrero de 2016, el cuadro  "The Sunflowers in 1937", estaba  inspirada en el trabajo del famoso pintor Vincent van Gogh , del cuadro de " Los Girasoles " que fue vendido a través de la famosa casa de subastas de Londres de Sotheby's al precio de 3.117.000 libras esterlinas,  estableciendo un récord para el artista rumano.